# كارلوس إده

كارلوس إده

كارلوس بيار إده (1956 -)، سياسي لبناني ماروني كان منذ سنة 2000 عميد حزب الكتلة الوطنية اللبنانية خلفًا لعمه ريمون اده.
- حائز إجازة في إدارة الأعمال من جامعة «جيتوليو فارغاس» (Getulio Vargas) في ساو باولو عام 1981، ونال شهادة الماجيستير في العلوم السياسيّة من جامعة «جورج تاون» عام 1983 وفي إدارة الأعمال من جامعة «جيتوليو فارغاس» عام 1987. وهو يُتقن اللغات البرتغاليّة والفرنسيّة والإنكليزيّة، بالإضافة إلى إلمامه باللغة العربيّة.
- عمل مندوباً أجنبياً لصحيفة «لوريان لو جور» اللبنانيّة بين عامي 1983 و 1984. في البرازيل كان مسؤولاً عن التخطيط المالي في أحد أهم ثلاثة مصانع ورق هناك بين عامي 1985 و 1992 وعمل بعدها مستشاراً مالياً خاصاً بين عامي 1992 و 1995؛ ثم لدى شركة «ميريل لينش» (Merrill Lynch) بين عامي 1995 و 2000.
- يدير منذ عودته إلى لبنان في العام 2000 المزرعة التي تملكها عائلته منذ أكثر من 150 عاماً، وتُنتِجُ القمح، والخضار والعنب المخصّص لإنتاج النبيذ.

شارك في الانتخابات النيابية سنة 2005 كمرشح في دائرة جبيل معقل حزبه التقليدي، لكنه هزم أمام مرشح التيار الوطني الحر الذي تفوق عليه. يعتبر من أكبر المعارضين للنفوذ السوري ومن المؤيدين لنزع سلاح حزب الله. كان ضمن تحالف 14 آذار إلا إنه انسحب منه في نهاية عام 2007 بسبب تخلي التحالف عن قرار انتخاب رئيس الجمهورية بالنصف زائد واحد وقرارهم السير بقائد الجيش ميشال سليمان كرئيس توافقي.
وهو الآن الرئيس الفخري لحزب الكتلة الوطنية وعضو في اللجنة التنفيذية.